# Đông Quang, Đông Hưng
Đông Quang là một xã cũ thuộc huyện Đông Hưng, tỉnh Thái Bình, Việt Nam.

## Địa lý
Xã Đông Quang nằm ở phía nam huyện Đông Hưng, có vị trí địa lý:
- Phía đông giáp xã Đông Xuân
- Phía tây giáp xã Trọng Quan
- Phía nam giáp xã Đông Dương
- Phía bắc giáp xã Đông Động và xã Phú Châu.

Xã Đông Quang có diện tích 3,57 km², dân số năm 2022 là 6.250 người, mật độ dân số đạt 1.750 người/km².

## Lịch sử
Ngày 28 tháng 9 năm 2024, Ủy ban Thường vụ Quốc hội ban hành Nghị quyết số 1201/NQ-UBTVQH15 về việc sắp xếp đơn vị hành chính cấp xã của tỉnh Thái Bình giai đoạn 2023 – 2025 (nghị quyết có hiệu lực từ ngày 1 tháng 11 năm 2024). Theo đó, thành lập xã Xuân Quang Động trên cơ sở toàn bộ 3,57 km² diện tích tự nhiên và quy mô dân số là 6.250 người của xã Đông Quang.

## Giao thông
Quốc lộ 10 đi qua phía đông của xã theo hướng bắc - nam.